# Gold-plating (Europese Unie)
Gold-plating of nationale koppen is een pejoratief begrip om te wijzen op het fenomeen waarbij een lidstaat verder gaat bij de omzetting van Europees recht dan de Europese regelgeving, meestal richtlijnen, zelf vereist.
Deze regels kunnen als hinderlijk en onnodig worden ervaren voor het bedrijfsleven.
Het Europees Hof van Justitie is bevoegd om uitspraak te doen over prejudiciële vragen met betrekking tot gegoldplatete wetgeving, ook al heeft de zaak zelf niets te maken met EU-wetgeving.

## Voorbeelden
Een klassiek voorbeeld van gold-plating in het Belgisch vennootschapsrecht betreft de omzetting van de Kapitaalrichtlijn (77/91/EEG). Hoewel deze richtlijn enkel van toepassing was op naamloze vennootschappen, werd het ook toegepast op BVBA's. Als gevolg werd de BVBA een vennootschapsvorm die zware kapitaalverplichtingen had in vergelijking met andere lidstaten (bijvoorbeeld een minimumkapitaal van € 18.550).